# Marion Morgan
Pour les articles homonymes, voir Morgan.
Marion Morgan (4 janvier 1881 - 10 novembre 1971) est  une chorégraphe et scénariste américaine. Elle a créé les Marion Morgan Dancers pour apparaître à l'écran et dans des prologues à travers les États-Unis. Ses séquences cinématographiques étaient souvent des bacchanales et Morgan « détenait les honneurs pour son travail d'interprétation qui occupait une place distincte bien que mineure parmi le déluge de séquences de danse dans les films ».

## Biographie
Marion R. Cahill est née le 4 janvier 1881 à Paterson, New Jersey. Elle est la fille d'Emily et John F. Cahill, qui était avocat,. En 1910, Marion et son fils déménagent à Long Beach , Californie où elle travaille comme professeure d'éducation physique à la Manual Arts High School (en) de Los Angeles. 

### Danse
Plus tard, elle est embauchée comme professeure de danse pour le programme d'été de l'Université de Californie à Berkeley, elle commence à recruter des filles pour une troupe de danse pour se produire dans le vaudeville sur le circuit Orpheum,. En 1915, elle organise une danse, à but publicitaire, dans la neige à Central Park à Manhattan. Initialement, Morgan présente six jeunes femmes qui ont étudié ensemble en Californie. Le groupe passe ensuite à vingt-cinq membres et emploi parfois un danseur. En 1918, Ramon Novarro travaille avec la troupe dans les prologues de théâtre,,,,. En 1919, Derelys Perdue est engagée.
Les Marion Morgan Dancers exécutent des danses interprétatives, à bras nus et parfois pieds nus, dans des costumes vaporeux, avec un répertoire basé sur des thèmes grecs et romains, égyptiens et classiques. Ils s'inspirent par exemple de L'Après-midi d'un faune de Nijinski.

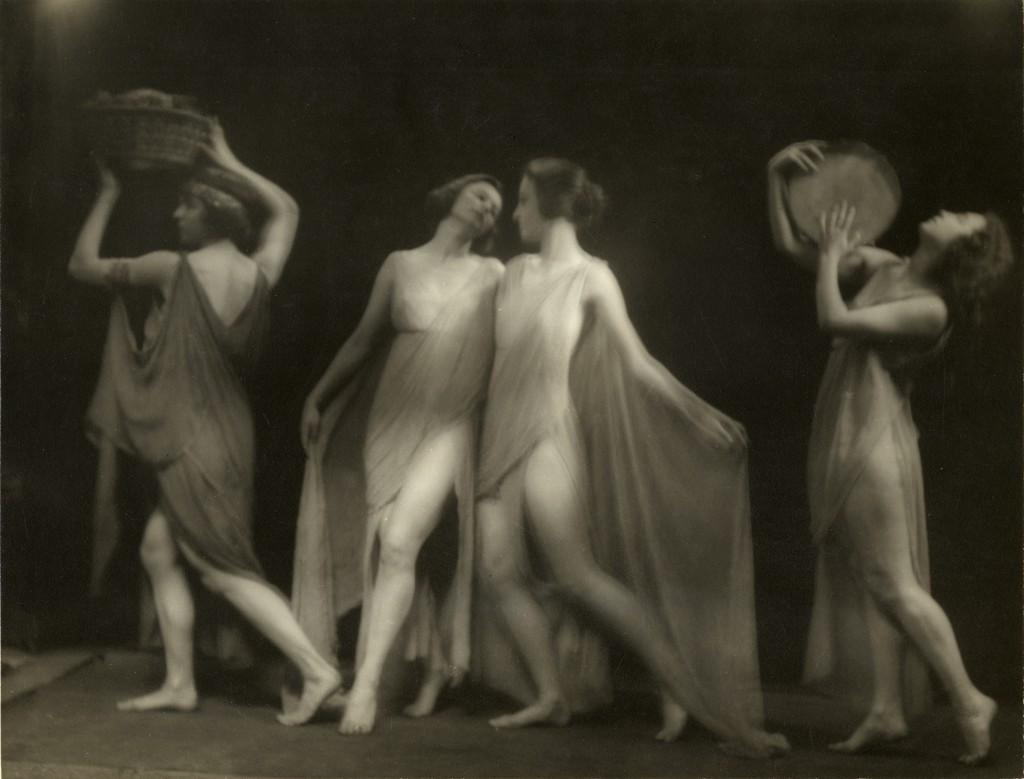
Marion Morgan Dancers

Marion Morgan a des exigences spécifiques pour que ses danseurs restent en forme. Ils doivent être végétariens , à un moment donné, tous pratiquent la science chrétienne, et ils doivent tous étudier la littérature classique pour comprendre leurs rôles. Le groupe tourne dans tout le pays, faisant sensation partout où ils apparaissent,,. 
En 1923, sa troupe se produit à Karlsbad en été, au Palladium de Londres en octobre et à l'Alhambra à Paris en novembre. 

### Cinéma

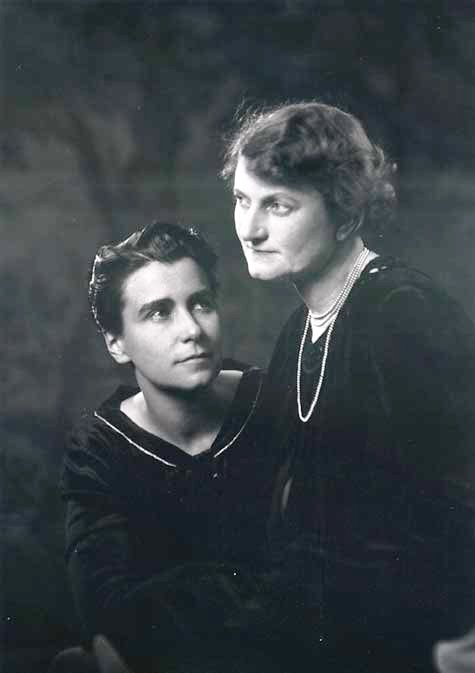
Dorothy Arzner et Marion Morgan, 1927

Après plus d'une décennie de représentations sur la scène de vaudeville, Morgan commence à créer des chorégraphies pour des films, comme Paris at Midnight (1926), A Night of Love (1926), Up in Mabel's Room (1926) et The Masked Woman (1927). Les Marion Morgan Dancers apparaissent dans Don Juan (1926), The Night of Love, and The Private Life of Helen of Troy (1927).
Dorothy Arzner et Marion Morgan travaillent ensemble pour la première fois en 1927 sur le tournage de Fashions for Women, premier film d'Azner en tant que réalisatrice, qui embauche Morgan pour chorégraphier le défilé de mode. La même année, dans Get Your Man d'Azner, Morgan créé un tableau mettant en vedette ses danseurs dans un musée de cire, que Variety qualifie de point culminant du film. Pour Manhattan Cocktail (1928), il s'associent à nouveau, Morgan chorégraphiant le prologue avec le conte d'Ariane et Thésée,, que ses danseurs ont précédemment interprété sur scène. 
Au cours des années 1930, Morgan voyage fréquemment sur la côte Est et en Europe. En 1934, elle est diplômée de la Yale School of Drama,. Au milieu des années 1930, Morgan fait équipe avec George B. Dowell et écrit plusieurs nouvelles. Mae West co-scénarise Goin' to Town (1935) et Klondike Annie (1936) avec Azner et Morgan,,.
Morgan est décédée le 10 novembre 1971 à Los Angeles. Morgan est enterrée au Forest Lawn Memorial Park (Glendale) avec son fils, Roderick D. Morgan (1901–1929).
Ses archives de danse sont conservées à la Jerome Robbins Dance Division de la New York Public Library for the Performing Arts.

### Vie privée
Elle épouse Matthew A. Morgan en 1900 et l'année suivante, le couple a un fils, Roderick, avant de se séparer en 1905, .
En 1921, Morgan rencontre Dorothy Arzner sur le tournage du film Man, Woman & Marriage (en) réalisé par Allen Holubar. Il s'ensuit une relation passionnée qui se transforme ensuite en une relation d'affaires,. Dorothy Arzner vit les 40 dernières années de sa vie avec Morgan. En 1930, le couple s'installe dans une maison qu'ils nomment Armor, situé sur Mountain Oak Drive dans les collines d'Hollywood,. En 1951, le couple déménage dans le désert de Palm Springs , où elles vivent jusqu'à la mort de Morgan,.